# 阿瓦达图尔
阿瓦达图尔（Avadattur），是印度泰米尔纳德邦Salem县的一个城镇。总人口8982（2001年）。

## 人口
该地2001年总人口8982人，其中男性4797人，女性4185人；0—6岁人口1111人，其中男619人，女492人；识字率52.94%，其中男性为62.50%，女性为41.98%。